# Doxato
Doxato (Grieks: Δοξάτο) is sedert 2011 een fusiegemeente in de Griekse bestuurlijke regio (periferia) Oost-Macedonië en Thracië.
De twee deelgemeenten (dimotiki enotita) van de fusiegemeente zijn:
- Doxato (Δοξάτο)
- Kalampaki (Καλαμπάκι)